# Podlesie (Oblęgorek)
Podlesie – część wsi Oblęgorek w Polsce położona w województwie świętokrzyskim, w powiecie kieleckim, w gminie Strawczyn.
W latach 1975–1998 Podlesie administracyjnie należało do województwa kieleckiego.